# إدوارد روبرتس
إدوارد روبرتس (1 يوليو 1903 - ) (بالإنجليزية: Edward Roberts)‏ هو لاعب كريكت جنوب أفريقي.